# Lehigh Valley United
Lehigh Valley United, é uma agremiação esportiva da cidade de Allentown, Pensilvânia. Atualmente disputa a USL League Two.
A equipe joga seus jogos em Whitehall na Pensilvânia. As cores da equipe são azul pálido e branco.

## História
Fundado pela Organização Não-Governamental Soccer Association of the Lehigh Valley (SALV), o clube inicialmente disputou a National Premier Soccer League. Em 2012 é campeão da NPSL, vencendo por 1x0 o Chattanooga FC na decisão. No dia 18 de novembro de 2014 a equipe se transfere para a PDL.

## Títulos
Campeão Invicto
| NACIONAIS      | NACIONAIS                      | NACIONAIS | NACIONAIS  |
|                | Competição                     | Títulos   | Temporadas |
| -------------- | ------------------------------ | --------- | ---------- |
| Estados Unidos | National Premier Soccer League | 1         | 2012       |

## Símbolos

### Escudo
| Evolução do Escudo do Lehigh Valley United | Evolução do Escudo do Lehigh Valley United | Evolução do Escudo do Lehigh Valley United | Evolução do Escudo do Lehigh Valley United | Evolução do Escudo do Lehigh Valley United | Evolução do Escudo do Lehigh Valley United | Evolução do Escudo do Lehigh Valley United | Evolução do Escudo do Lehigh Valley United | Evolução do Escudo do Lehigh Valley United |
| 2009 – 2018                                | 2018 – Atual                               |                                            |                                            |                                            |                                            |                                            |                                            |                                            |
| ------------------------------------------ | ------------------------------------------ | ------------------------------------------ | ------------------------------------------ | ------------------------------------------ | ------------------------------------------ | ------------------------------------------ | ------------------------------------------ | ------------------------------------------ |